# Chicago blues

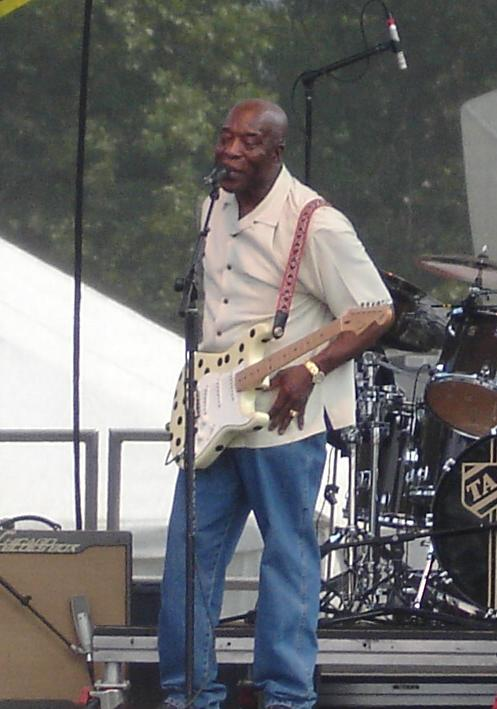
Zástupce mladších Chicago bluesových hudebníků, kytarista Buddy Guy v roce 2006

Chicago blues je podžánr bluesové hudby. Vznikl v Chicagu ve státě Illinois. Mezi Chicago bluesové hudebníky patří například Muddy Waters, Howlin' Wolf, Willie Dixon, Koko Taylor, Freddie King, Magic Sam, Syl Johnson, Jimmy Rogers, Buddy Guy, Robert Lockwood, Jr., McKinley Mitchell, Bo Diddley, Mike Bloomfield, Charlie Musselwhite, Paul Butterfield nebo Jimmy Reed.

## Chicago blues hudebník
- Howlin' Wolf
- Muddy Waters
- Little Walter
- Big Bill Broonzy
- Big Maceo Merriweather
- Big Walter Horton
- Billy Boy Arnold
- Billy Branch
- Buddy Guy
- Carey Bell
- Charlie Musselwhite
- Champion Jack Dupree
- Elmore James
- Freddie King
- Hound Dog Taylor
- J. B. Hutto
- J. B. Lenoir
- James Cotton